# Synaphea pinnata
Synaphea pinnata är en tvåhjärtbladig växtart som beskrevs av John Lindley. Synaphea pinnata ingår i släktet Synaphea och familjen Proteaceae. Inga underarter finns listade i Catalogue of Life.